# Japan ved vinter-OL 2018
Japan deltager i vinter-OL 2018 i Pyeongchang, Sydkorea i perioden 9. – 25. februar 2018.

## Deltagere
Følgende atleter vil deltage i nedennævnte sportsgrene: 
| Sportsgren            | Herrer | Damer | Total |
| --------------------- | ------ | ----- | ----- |
| Alpint skiløb         | 2      | 2     | 4     |
| Curling               | 5      | 5     | 10    |
| Hurtigløb på skøjter  | 8      | 8     | 16    |
| Freestyle skiløb      | 6      | 5     | 11    |
| Ishockey              | 0      | 23    | 23    |
| Kunstskøjteløb        | 5      | 4     | 9     |
| Langrend              | 1      | 1     | 2     |
| Nordisk kombineret    | 5      | 0     | 5     |
| Short track skøjteløb | 6      | 4     | 10    |
| Skeleton              | 2      | 1     | 3     |
| Skihop                | 6      | 3     | 9     |
| Skiskydning           | 1      | 5     | 6     |
| Snowboard             | 7      | 9     | 16    |
| Total                 | 54     | 70    | 124   |

## Medaljer
| 2018 Pyeongchang | Guld | Sølv | Bronze | Total |
| Japan            | 4    | 5    | 4      | 13    |

### Medaljevindere
| Medal  | Name                                                                       | Sport                | Event                                 | Date        |
| ------ | -------------------------------------------------------------------------- | -------------------- | ------------------------------------- | ----------- |
| Guld   | Yuzuru Hanyu                                                               | Kunstskøjteløb       | Herrernes single                      | 17. februar |
| Guld   | Nao Kodaira                                                                | Hurtigløb på skøjter | Kvinderness 500 meter                 | 18. februar |
| Guld   | Miho Takagi Ayaka Kikuchi Ayano Sato Nana Takagi                           | Hurtigløb på skøjter | Damernes holdløb                      | 21. februar |
| Guld   | Nana Takagi                                                                | Hurtigløb på skøjter | Damernes massestart                   | 24. februar |
| Sølv   | Miho Takagi                                                                | Hurtigløb på skøjter | Damernes 1500 meter                   | 12. februar |
| Sølv   | Akito Watabe                                                               | Nordisk kombineret   | Herrenes tor bakke og 10 km           | 14. februar |
| Sølv   | Ayumu Hirano                                                               | Snowboarding         | Mændenes halfpipe                     | 14. februar |
| Sølv   | Nao Kodaira                                                                | Hurtigløb på skøjter | Damernes 1000 metres                  | 14. februar |
| Sølv   | Shoma Uno                                                                  | Kunstskøjteløb       | Herrernes single                      | 17. februar |
| Bronze | Daichi Hara                                                                | Freestyle skiløb     | Herrerene pukkelpist                  | 12. februar |
| Bronze | Sara Takanashi                                                             | Skihop               | Kvindernes normale bakke - individuel | 12. februar |
| Bronze | Miho Takagi                                                                | Hurtigløb på skøjter | Damernes 1000 metres                  | 14. februar |
| Bronze | Satsuki Fujisawa Chinami Yoshida Yumi Suzuki Yurika Yoshida Mari Motohashi | Curling              | Damernes curling                      | 24. februar |